# سوتلانا ساویتسکایا

سوتلانا ساویتسکایا (انگلیسی: Svetlana Yevgenyevna Savitskayaروسی: Светла́на Евге́ньевна Сави́цкая؛ زاده ۸ آگوست ۱۹۴۸) فضانورد اهل اتحاد شوروی است که در مسکو زاده شد.

## فعالیت های فضانوردی
| شماره | نام مأموریت | ماهیت فضانورد | نقش عملیاتی |
| ۱     | سایوز تی۷   | فضانورد اصلی  | محقق فضایی  |
| ۲     | سایوز تی۱۲  | فضانورد اصلی  | مهندس پرواز |